# Romain Danzé
Romain Danzé (Douarnenez, 3 juli 1986) is een Frans voormalig voetballer die doorgaans als rechtsback speelde. Hij speelde zijn hele loopbaan voor Stade Rennais.

## Clubcarrière
Danzé sloot zich in 2001 aan in de jeugdacademie van Stade Rennais. In 2006 tekende hij zijn eerste profcontract. In november 2006 debuteerde hij in de Ligue 1, tegen Olympique Lyon. Rennes won de wedstrijd met 1-0. Enkele weken later begon hij voor het eerst in de basiself, in een derby tegen Lorient. Na het vertrek van Kader Mangane naar Al-Hilal in de zomerperiode 2012 werd hij de nieuwe aanvoerder. Hij was al vice-aanvoerder sinds het seizoen 2010/11. Hij bleef zijn hele carrière trouw aan Stade Rennais en hing medio 2019 zijn voetbalschoenen aan de wilgen.